# I Am Gloria
《I Am Gloria》是香港歌手鄧紫棋的首張個人重錄專輯，於2025年6月12日由G Nation與台灣索尼音樂娛樂發行，專輯中收錄了10首精心挑選的創作及2首Bonus經典。

## 背景
2019年3月7日晚上，鄧紫棋發布與合作超過11年的蜂鳥音樂解約之消息，並於同年4月19日公佈鄧紫棋工作室以及G Nation唱片公司正式營業。2024年1月16日，鄧紫棋的前經理人公司「蜂鳥娛樂」在社交網站上載版權聲明，同時列出過百歌曲清單，表示「未經本公司許可，禁止任何單位或個人將以下所列音樂作品用作翻唱、複製、演出、網路傳播以及其他商業性用途。」
與蜂鳥音樂打官司六年，她指跟蜂鳥的訴訟仍然等待審判結果，著作權歸誰仍存在爭議，但靠內地《著作權法》列明「已經合法錄製為錄音製品發表的音樂作品，只要在首次錄製或發行錄音製品時末明示禁止他人錄音使用，任何人，包括創作者本人，便可以依法透過『法定許可』制度，在支付法定報酬的條件下進行重錄，無需獲得原著作權人許可。」她又指在跟公司簽約前，自己加入CASH的舉動，才令她可以將重錄版本正式上架全球平台、合法公開播放。
2025年6月18日，蜂鳥音樂發表聲明，禁止鄧紫棋重製並發佈在舊公司合約時製作的部分歌曲。聲明推出四小時，鄧紫棋於社交平台拒絕把專輯下架，並且發表法律依據，重申不會把音樂下架。

## 曲目
| 標準版   | 標準版                                    | 標準版   | 標準版                                             | 標準版 |
| 曲序     | 曲目                                      |          | 作曲                                               | 时长   |
| -------- | ----------------------------------------- | -------- | -------------------------------------------------- | ------ |
| 1.       | 我的秘密 MySecret                         |          |                                                    | 4:10   |
| 2.       | Where Did You Go                          |          | 陶山                                               | 3:55   |
| 3.       | A.I.N.Y. (愛你)                           |          | Lupo Groinig 鄧紫棋                                | 3:48   |
| 4.       | 泡沫                                      |          |                                                    | 4:19   |
| 5.       | 回憶的沙漏                                | 庭竹     |                                                    | 3:53   |
| 6.       | 紅薔薇白玫瑰 (改編自《眼，鼻，嘴》)       |          | 泰迪·朴 Dee.P P.K Bekuh Boom                       | 4:46   |
| 7.       | 畫                                        |          |                                                    | 2:57   |
| 8.       | 光年之外                                  |          |                                                    | 3:55   |
| 9.       | 睡公主                                    |          |                                                    | 4:52   |
| 10.      | 天空沒有極限 (粵語版)                     |          |                                                    | 4:40   |
| 11.      | 後會無期 (改編自《The End of the World》) | 韓寒     | Arthur Kent （ 英语 ： Arthur Kent） Sylvia Dee （ 英语 ： Sylvia Dee） | 3:43   |
| 12.      | 喜歡你 (翻唱Beyond作品)                   | 黃家駒   | 黃家駒                                             | 4:03   |
| 总时长： | 总时长：                                  | 总时长： | 总时长：                                           | 48:46  |

註釋
- 所有曲目都標註了G.E.M.重生版 (G.E.M. version)，除了《天空沒有極限》。